# Elisa Rae Shupe
Elisa Rae Shupe   (Washington DC, 10 d'agost de 1963 - Syracuse VA Medical Center, 27 de gener de 2025) va ser un soldat retirat de l'exèrcit dels Estats Units d'Amèrica que el 2016 es va convertir en la primera persona estatunidenca en obtenir el reconeixement legal d'un gènere no-binari. El 2019 va publicar una declaració explicant que havia «tornat al seu sexe masculí» i des de llavors es va convertir en un crític del concepte d'identitat de gènere.

## Biografia
Nascut home, Shupe va créixer al sud de Maryland com un de vuit nens. Ell i la seva esposa, Sandy, es van casar el 1987 i van tenir una filla. Va servir a l'exèrcit estatunidenc durant 18 anys, rebent una sèrie de condecoracions militars i es va retirar el 2000 com a sergent.
Shupe va explicar que va ser abusat físicament i sexual pels seus parents durant la seva infància. Recorda que la seva mare el va castigar per «comportar-se com una noia», i li va negar el dret a explorar la seva expressió de gènere o la seva identitat de gènere. Aquesta negació va continuar durant la seva carrera militar i durant la política oficial de l'exèrcit instaurada durant l'època del president Bill Clinton que rebé el nom de No pregunti, no ho diguis. Després de la seva jubilació, Shupe va començar a viure com a dona transgènere el 2013. Va escollir el primer nom «Jamie», que era neutre des del punt de vista del gènere, i va convèncer l'exèrcit de canviar el seu sexe a femení.
El juny de 2016, Shupe va presentar una petició a un tribunal de Multnomah County (Oregon), per canviar la seva designació sexual per no-binària, en el primer reconeixement legal d'un gènere no-binari als Estats Units. Aquell novembre, se li va emetre un certificat de naixement a Washington, DC, amb un marcador de sexe «desconegut». L'entitat Lambda Legal va citar més tard la petició de canvi de sexe de Shupe com el precedent legal per als marcadors de gènere no-binaris a les demandes per passaports del cas Zzyym v. Pompeo.
Lambda Legal va acomiadar a Shupe com a client el 2017, argumentant que les seves «declaracions inadequades als mitjans de comunicació perjudiquen la comunitat transgènere». Shupe va ser un crític de les cirurgies transgènere, advertint que són molt complicades. També va manifestar la seva oposició a que les persones transgèneres facin el servei militar.
El gener del 2019, Shupe va anunciar que ja no s'identificava com a no-binari i tornava a identificar-se com a home. També va canviar el seu nom a James. Shupe va exposar que estava experimentant símptomes de psicosi quan va buscar un marcador de sexe no-binari. Segons Shupe, des de llavors va trobar dificultats per restablir la seva designació legal per a homes i rebre atenció a problemes mèdics i psicològics relacionats amb la seva transició de gènere i la seva destransició.